# Aumontzey
Aumontzey is een plaats en voormalige gemeente in het Franse departement Vosges in de regio Grand Est en telt 442 inwoners (1999).
Op 1 januari 2016 fuseerde Aumontzey met Granges-sur-Vologne tot de huidige gemeente Granges-Aumontzey. Deze gemeente maakt deel uit van het arrondissement Saint-Dié-des-Vosges.

## Geografie
De oppervlakte van Aumontzey bedraagt 3,4 km², de bevolkingsdichtheid is 130,0 inwoners per km².
De onderstaande kaart toont de ligging van Aumontzey met de belangrijkste infrastructuur en aangrenzende gemeenten.

## Demografie
Onderstaande figuur toont het verloop van het inwonertal (bron: INSEE-tellingen).